# マーサー・タウンFC
マーサー・タウンFC（Merthyr Town F.C.）は、ウェールズ・マーサー・ティドビルに本拠地を置くサッカークラブチーム。

## 歴史

### 初期の歴史
1909年にマーサー・タウンAFCとして創設。1920-21シーズンからイングランドのフットボールリーグが3部制に拡張されたのに伴い、ウェールズからカーディフ・シティFC、スウォンジー・タウンFC(現在のスウォンジー・シティAFC)、ニューポート・カウンティAFCと共に越境参加した。なお翌1921-22シーズンからはサードディヴィジョンが南北に分かれ更に拡張されると同じくウェールズからレクサムFC、アバーデア・アスレティックFC(1928年に解散)が越境参加した。
フットボールリーグ参加後は毎シーズン低迷を繰り返し、サードディヴィジョンから一度も昇格を果たすことは無く、1929-30シーズンにリーグから降格した。
その後4年間はウェールズのリーグで活動を続けたが1934年に活動を休止した。
1945年にマーサー・ティドビルに新しくマーサ・ティドフィルFCというクラブが創設され、以降マーサー・タウンのかわりにイングランドのリーグに越境参加することになる。

### 最近の歴史
2010年にマーサ・ティドフィルFCが解散。それに伴い、マーサー・タウンFCとして76年ぶりに活動を再開した。
チームは10部リーグ相当のウェスタンリーグから再開し、2年続けて優勝、昇格を果たす。2014-15シーズンに8部相当のサザンフットボールリーグ・ディヴィジョン1・サウス&ウェストで優勝し、サザンフットボールリーグ・プレミアディヴィジョンに昇格した。

## タイトル

### 国内タイトル
- ウェルシュ・フットボールリーグ:1回

1930-31
- サザンフットボールリーグ・ディヴィジョン2:1回

1912
- サザンフットボールリーグ・ディヴィジョン1・サウス&ウェスト:1回

2014-15
- ウェスタン・フットボールリーグ・プレミアディヴィジョン:1回

2011-12
- ウェスタン・フットボールリーグ・ディヴィジョン1:1回

2010-11
- グラモーガン・リーグ:1回

1910-11
- サザンリーグカップ:1回

2015-16
- ウェルシュ・フットボールリーグカップ:1回

1926
- サウス・ウェールズ・カップ:1回

1931

### 国際タイトル
なし